# Villa romaine de Can Terrés
La villa romaine de Can Terrés est un site archéologique situé dans la commune de La Garriga (comarque de Vallès Oriental), dans la province de Barcelone en Catalogne,.

## Description
Les vestiges se trouvent sur une terrasse fluviale située sur la rive gauche du Río Congost (es), au sud de la commune de La Garriga. Sa construction remonte au Ier siècle av. J.-C. et le bâtiment avait une superficie d'environ 200 m2 et disposaient de thermes.
La villa romaine se composait de six pièces principales : le vestiaire ou apodyterium, la pièce tempérée ou tepidarium, la salle du caldarium, le sauna ou sudatorium, la piscine d'eau froide ou frigidarium et le four, où se trouvaient les installations de chauffage souterraines des bains, connus en archéologie sous le nom d' hypocauste. 
Le 9 avril 2001, la Généralité de Catalogne a déclaré la villa Bien culturel d'intérêt national, dans la catégorie de zone archéologique. Avec cette déclaration, les ruines de Can Terrés sont assimilées à des complexes monumentaux romains aussi importants que le Forum provincial de Tarragone ou le port antique d'Empúries.
Le site doit son nom à la ferme du même nom, située à l'ouest du reste de la commune. C'est l'un des sites les plus représentatifs du processus de romanisation en Catalogne. Déjà documenté à la fin du siècle dernier par l'Association Catalane d'Excursions Scientifiques, il constitue un magnifique représentant de l'habitat rural romain.

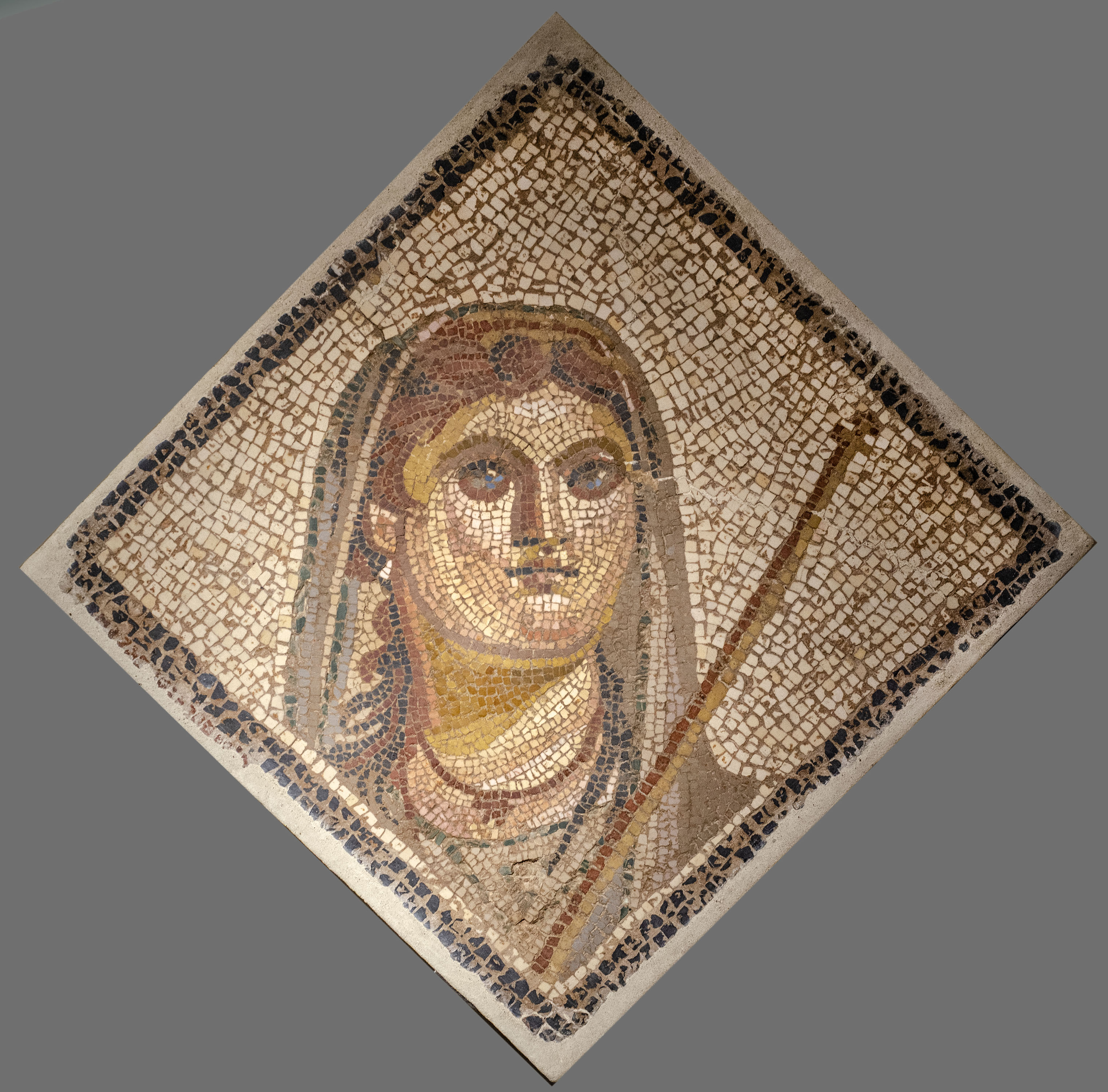
Fragment de mosaïque représentant une figure féminine.

Il s'agit d'une villa rustique de l'Hispanie romaine qui possède une très grande survivance chronologique dans laquelle ont été documentés des matériaux attribués aux IVe et Ve siècles. En raison de sa taille et du bon état de conservation de ses vestiges, elle est considérée comme l'un des établissements ruraux de l'époque romaine les plus importants du patrimoine culturel catalan.
Le Musée épiscopal de Vic conserve de cette villa un fragment d'une mosaïque qui représente le visage d'une figure féminine voilée dans un cadre noir en forme de losange qui faisait partie d'une composition sur les quatre stations avec des figures dans les angles. La tête voilée suggère l'iconographie de l'hiver. Le type de figure, les accessoires, le traitement du volume avec les ombres, ainsi que la disposition des carreaux qui suivent la direction du cadre et non de la figure, caractérisent l'œuvre comme un style propre aux ateliers locaux de époque sévérienne.

## Galerie

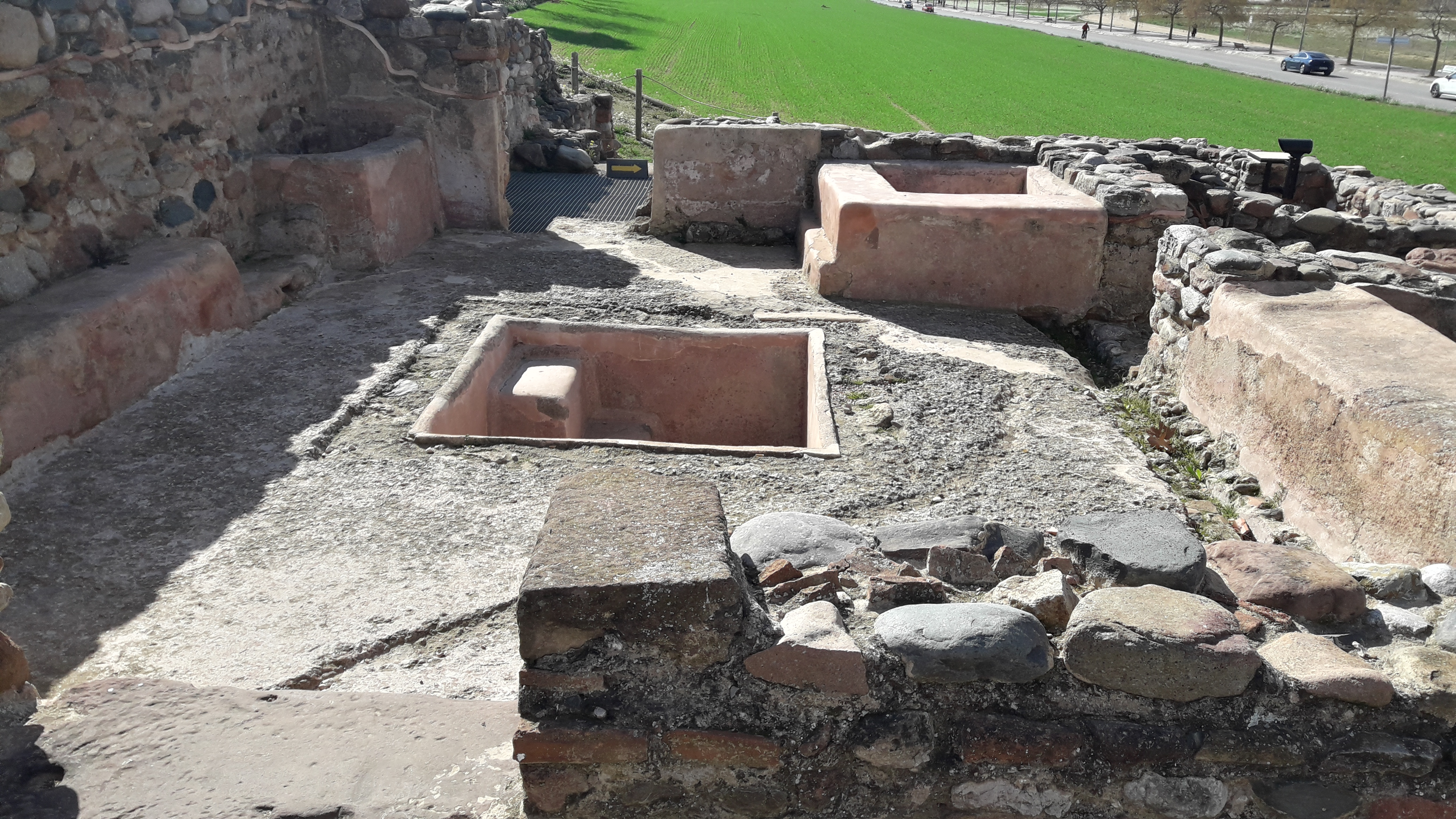
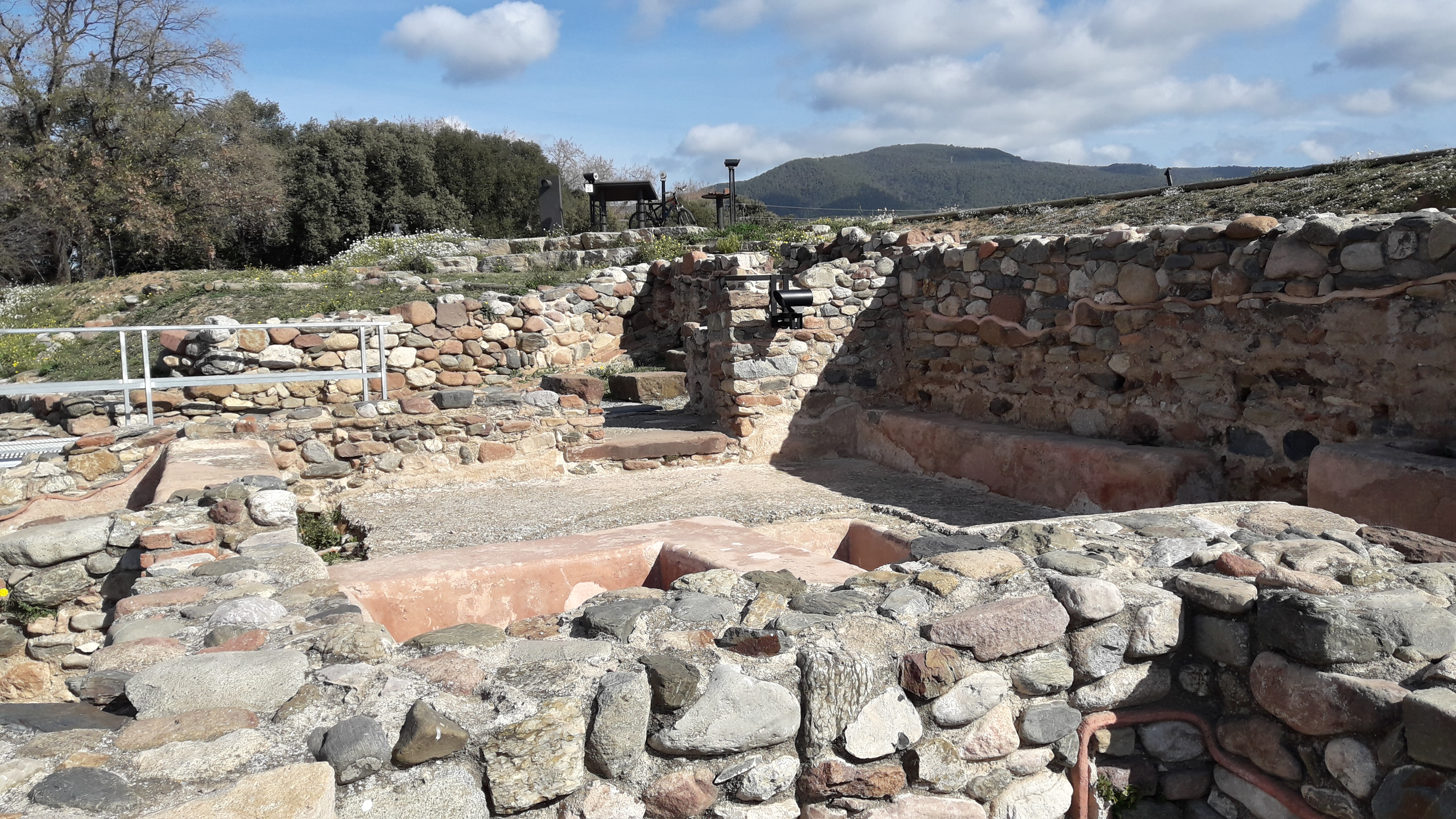